# Вакамару

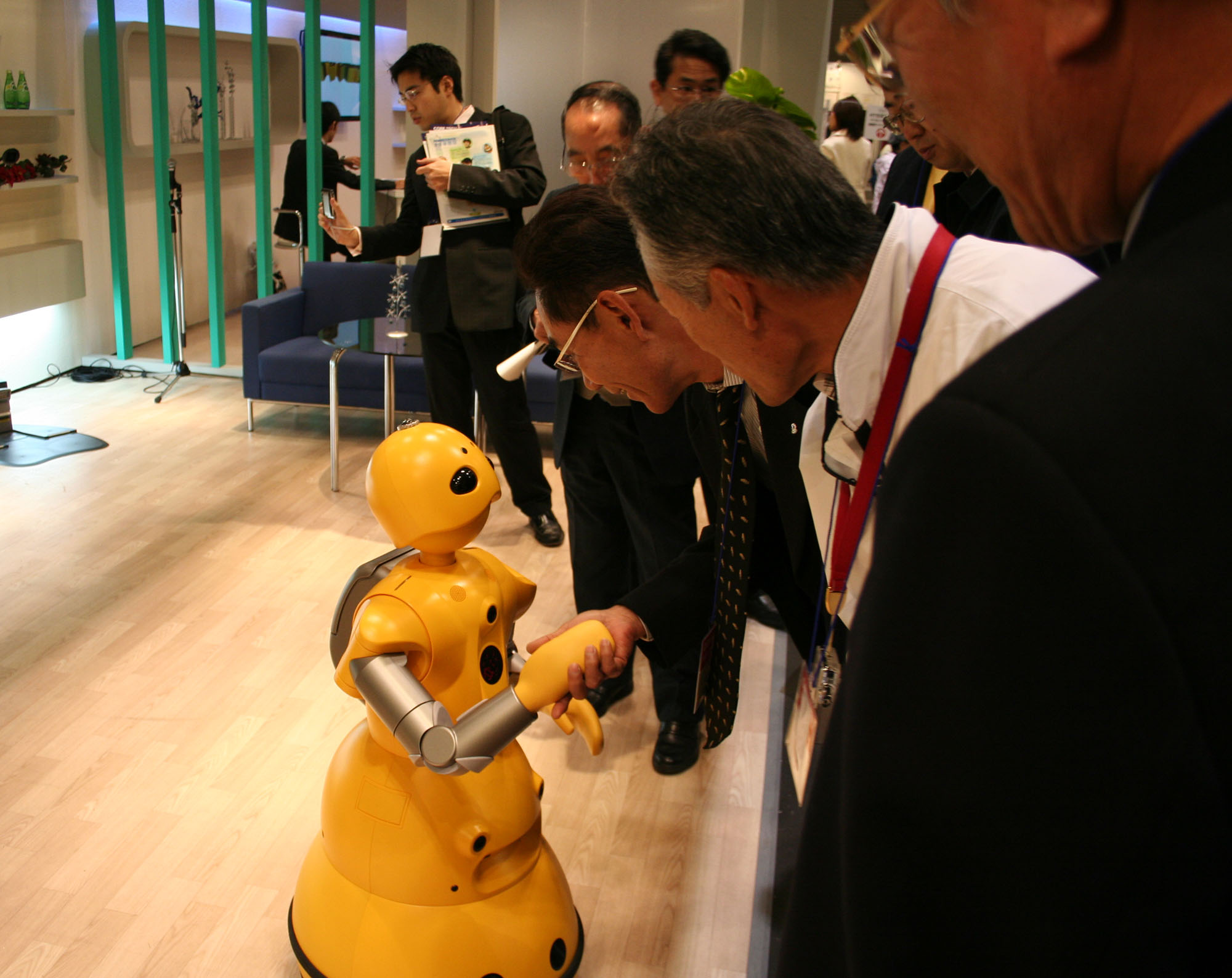

«Вакамару» — человекообразные роботы производства фирмы Мицубиси, первые роботы подобного класса поступили в свободную продажу в сентябре 2005. Робот стоимостью $14 тыс. способен узнавать лица, понимать некоторые фразы, давать справки, выполнять некоторые секретарские функции, следить за помещением.
Робот выкрашен в жёлтый цвет; ростом 100 см, весит 30 кг. Имеет две «руки» и передвигается на круглой подставке диаметром 45 см.
Робот управляется мультипроцессорной системой под управлением операционной системы GNU/Linux. Имеются возможности для подсоединения робота к Интернету.